# 劉平
劉 平（りゅう へい、生没年不詳）は、新末後漢初の官僚。字は公子。父は劉祉。本貫は楚郡彭城県。

## 経歴・逸話
王莽のときに郡吏となり、甾丘県長を代行した。その後、属県で反乱があるたびに、劉平が県を守り、才能を知られるようになった。
更始帝のとき、劉平の弟の劉仲が反乱軍に殺された。後に反乱軍はまた再びやってきたため、劉平は母を助けて避難逃亡した。劉平は劉仲の幼い娘を抱えていき、自分の子を捨てていった。母が子を取り返そうとしたが、劉平は聞き入れず、「両方を生かすことのできる力がないなら、劉仲の子孫を絶やすことはできない」といって顧みなかった。母とともに野沢の中に隠れた。劉平は朝に食を求めて出て、飢えた反乱兵に遭遇した。劉平は叩頭して、「今朝は老母が食事を求めて私を待っております。願わくば先に帰って母に食べさせたなら、戻ってきて死にましょう」といって泣いた。反乱兵は哀れに思って劉平を帰させた。劉平は母に食べさせ終わると、反乱兵のもとに出頭した。反乱兵は驚いて「常に烈士のことを聞くが、今ここに見る」といって、無事に帰らせた。
29年（建武5年）、平狄将軍の龐萌が彭城で反乱を起こし、楚郡太守の孫萌を攻め破った。ときに劉平は再び郡吏となっていたが、孫萌の身の上に伏せてかばい、白刃を受けて7カ所の傷を負った。号泣して「願わくば身をもって府君に代わらん」と叫んだ。そこで反乱兵は「これは義士なり。殺すなかれ」といって、斬撃を止めて去っていった。孫萌は傷がひどく、いったん気絶して意識を回復すると、渇きのため飲み物を求めた。劉平は自分の傷を傾けてその血を飲ませた。数日後に孫萌が死去すると、劉平は孫萌の喪をその本県まで送った。
後に劉平は孝廉に察挙され、済陰郡丞に任じられた。太守の劉育に重んじられ、上書推薦された。たまたま父が死去したため、劉平は官を去って喪に服した。喪が明けると、全椒県長に任じられ、善政で知られた。後に病のため免官された。
明帝の初年、劉平は王望や王扶とともに尚書僕射の鍾離意に上書推薦された。議郎に任じられ、たびたび明帝の引見を受けた。2回転任して侍中となった。60年（永平3年）、宗正に任じられ、名士の承宮や郇恁らを推薦して出世させた。位にあること8年、老病のため引退を願い出て、家で死去した。

## 伝記資料
- 『後漢書』巻39 列伝第29